# Adjut
Adjut OFM, także Adiut, wł. Adiuto (zm. 16 stycznia 1220 w Marrakeszu) − włoski franciszkanin, brat zakonny, męczennik chrześcijański, święty Kościoła katolickiego, czczony jako protomęczennik franciszkański.

## Życiorys
Adjut był Włochem. Pochodził z okolic Terni. Do braci mniejszych wstąpił jeszcze za życia św. Franciszka z Asyżu. W czasie kapituły w Asyżu w 1219 podjęto decyzję o wysłaniu braci do krajów misyjnych. Adjut wraz z innymi pięcioma zakonnikami wyruszył do Maroka. Na czele wyprawy stanął Witalis, który jednak z powodu choroby odłączył się od pozostałych w Aragonii. Reszta braci z subdiakonem Berardem z Carbio, znającym język arabski, przez Koimbrę i Ceutę przedostała się do Sewilli, gdzie władali Almohadzi. Po wygłoszeniu w publicznym miejscu kazania franciszkanów pojmano i przewieziono do Marrakeszu.
W Marrakeszu przyjął ich w swoim domu hrabia Urgell Piotr I, wygnany brat króla Alfonsa II Portugalskiego. Pomimo jego ostrzeżeń zakonnicy głosili doktrynę chrześcijańską na ulicach miasta. Jako osoby upośledzone chciano ich odesłać do Hiszpanii. Franciszkanie sprzeciwili się jednak takiej decyzji. Schwytani ponownie, zostali zabici przez samego sułtana 16 stycznia 1220. Ciała przeniesiono do Koimbry. Kanonizował ich papież Sykstus IV w Rzymie 7 sierpnia 1481. Bulla kanonizacyjna nosi tytuł: Cum alias. Męczeństwo opisane zostało w Kronice Generałów Zakonu Braci Mniejszych.

## Kult
Wspomnienie liturgiczne obchodzone jest w klasztorach i kościołach franciszkańskich 16 stycznia. Kult męczenników marokańskich wywarł ogromny wpływ na Antoniego z Padwy. Święty poznał ich osobiście w Koimbrze, kiedy wyruszali na ziemie zajęte przez muzułmanów. Po ich męczeńskiej śmierci Antoni opuścił wspólnotę augustiańską i wstąpił do franciszkanów.

## Ikonografia
W ikonografii przedstawiany jest w habicie franciszkańskim, jego atrybut to sztylet nawiązujący do męczeńskiej śmierci.